# Orgilus oregonensis
Orgilus oregonensis är en stekelart som beskrevs av Muesebeck 1970. Orgilus oregonensis ingår i släktet Orgilus och familjen bracksteklar. Inga underarter finns listade i Catalogue of Life.